# Жичук Ірина Миколаївна
Ірина Жичук (Щуцька), (рос. Ирина Жичук (Щуцкая), (англ. Iryna Zhychuk) — українська художниця і дизайнерка. Одна з організаторів громадської організації «КвартираFM», співзасновниця рекламної агенції PaRtyzan (підпільна студія реклами Партизан). У своїх роботах зображає персоналії у вигляді тварин, найчастіше малює котів. Лавреатка Ukrainian Art Week. Учасниця German Art Week, Russian Art Week, Turkish Art Week

## Біографія
Народилася 21 березня 1985 року в місті Горохів на Волині.
2008 року закінчила Луцький національний технічний університет за спеціальністю дизайнер-графік. Одна із засновників громадської організації «КвартираFM»

## Творчий доробок
Найвідоміші роботи — диптих картин «Oh My Cat!»

## Виставки

### Персональні
- «Котовасія», м. Житомир, Україна, 2011 р.
- «Котовасія», м. Луцьк, Україна, 2011 р.
- «Котовасія», м. Рівне, Україна, 2010 р.

### Лауреат
- «Moscow Art Week», м. Москва, Росія, 2011 р.
- «Snt.-Peterburg Art Week», м. Санкт-Петербург, Росія, 2011 р.
- «German Art Week», м. Берлін, Німеччина, 2011 р.
- «Ukrainian Art Week», м. Київ, Україна, 2010 р.

### Учасник
- «Moscow Art Week», м. Москва, Росія, 2011 р.
- «Snt.-Peterburg Art Week», м. Санкт-Петербург, Росія, 2011 р.
- «Turkish Art Week», м. Мугла, Туреччина
- «Snt.-Peterburg Art Week», м. Санкт-Петербург, Росія, 2011 р.
- «Art Week in Berlin», м. Берлін, Німеччина, 2011 р.
- «Ukrainian Art Week», м. Київ, Україна, 2010 р.
- «День народження Бориса Гребенщикова», м. Житомир, Україна, 2010 р.
- «Квартиранти», м. Луцьк, Україна, 2010 р.
- «Конкурс креативних робіт», м. Львів, Україна, 2010 р.
- «Різдвяний кавовий квартирник», м. Луцьк, Україна, 2009 р.

### Організатор
- «ArtNow Session», м. Луцьк, Україна, 2011 р.
- «Просто неба», м. Луцьк, Україна, 2011 р.
- «Квартиранти», м. Луцьк, Україна, 2010 р.
- «Різдвяний кавовий квартирник», м. Луцьк, Україна, 2009 р.

## Додатково
- Персональний сайт Ірини Жичук [Архівовано 7 квітня 2022 у Wayback Machine.]
- Галерея ArtVedia [Архівовано 5 грудня 2018 у Wayback Machine.]